# ニコルソン (小惑星)
ニコルソン (1831 Nicholson) は小惑星帯に位置する小惑星である。スイスの天文学者、パウル・ヴィルトがベルン大学のツィンマーヴァルト天文台で発見した。
アメリカ合衆国の天文学者セス・B・ニコルソンから命名された。